# Secularisatiethese
De secularisatiethese of secularisatiethesis is in het kader van de godsdienstsociologie aan het begin van de twintigste eeuw ontwikkeld door sociologen als Max Weber, en inmiddels wijdverbreid door onder meer het werk van Peter Berger in zijn boek "Het hemels baldakijn" uit 1967. De these houdt in dat naarmate een samenleving moderner wordt de betekenis van religie in die samenleving in twee opzichten afneemt:
- objectief (maatschappelijk), waarbij religieuze instituten door de seculiere scheiding van de andere sectoren in de samenleving minder invloed krijgen

- subjectief (individueel), waarbij een verwereldlijking of humanisering van de persoonlijke zingeving en levensbeschouwing religie minder belangrijk maakt.

Aanvankelijk leek religie voor de wetenschap door deze secularisatiethese gedegradeerd te zijn tot een onbelangrijk onderdeel van de moderne samenleving, of werd religie zelfs wel bestempeld als een verdwijnend fenomeen. Huidige ontwikkelingen, met name niet-Europese, laten echter zien dat de seculariethese wellicht verworpen moet worden of op zijn minst dat een verfijning naar een lichtere variant van de definitie noodzakelijk is, omdat de transformatie van de samenleving ook andere wegen kan inslaan. Dit wordt door Berger erkend. Zo wijst ontkerkelijking niet alleen op secularisatie, maar ook op transformatie van de religie zelf. Namelijk, buiten de kerk tiert de religie welig. Bijna twee op de drie Nederlanders noemt zich blijkens een onderzoek van SCP naar de stand van het christendom buitenkerkelijk. De conclusie daarvan werd door een van de auteurs, Joep de Hart, samengevat als: "Meer geloof, minder kerk".
Het aangevoerde wetenschappelijk argument hierover is dat religie en kerk niet helemaal met elkaar geïdentificeerd hoeven te worden, zodat ontkerkelijking ook fragmentatie van de religie in de samenleving kan betekenen.
De zogenaamde secularisatietheologie bouwt op de secularisatiethese voort. In de woorden van Dietrich Bonhoeffer vertaalt zich dit in de opvatting: "God doet ons weten dat wij moeten leven als diegenen die hun leven inrichten zonder God." In religieuze hoek wordt hierover echter ook wel de kritiek geuit dat deze zienswijze alleen maar probeert het atheïsme te vergulden.